# 토르스텐 프링스
토르스텐 프링스(독일어: Torsten Klaus Frings, 1976년 11월 22일 ~ )는 은퇴한 독일의 축구 선수다. 그는 선수 경력의 대부분을 SV 베르더 브레멘에서 보냈다.
또한 독일 축구 국가대표팀의 일원으로 2002년 FIFA 월드컵과 UEFA 유로 2004에 출전하였으며, 2006년 FIFA 월드컵에서도 독일 축구 국가대표팀으로 나와 코스타리카와의 개막 경기에서 팀의 네 번째 골을 안겨주었다. 이 골은 종전 FIFA 월드컵 개막전 최다골 기록(1930년)인 5골을 깨는 여섯 번째 골(양팀 포함)로 기록되었다. 그러나 2006년 FIFA 월드컵 8강전에서 아르헨티나와의 승부차기가 끝나자마자 곧바로 아르헨티나 비하발언을 하며 아무 이유없이 훌리오 리카르도 크루스에게 먼저 주먹을 휘두르는 바람에 양 팀간 패싸움이 났으며 이 패싸움에서는 바스티안 슈바인슈타이거와 함께 주동자가 되었다. 이로 인하여 2006년 12월 31일까지 모든 축구활동 금지라는 중징계를 받아 준결승 이탈리아전에는 불참했으며 팀의 패배를 벤치에서 지켜봐야 했다. 그리고 훌리오 리카르도 크루스를 폭행한 일로 인해 독일 축구 국가대표팀의 감독이 요아힘 뢰프로 변경되는 순간 독일 축구 국가대표팀에서 쫓겨났다.